# Jalgpalliklubi Tervis Pärnu
Il Pärnu Jalgpalliklubi Tervis, meglio noto come Tervis Pärnu o Tervis (in italiano Salute), è stata una società calcistica estone con sede nella città di Pärnu.

## Storia
Fondata nel 1922 con il nome di KEK Pärnu, cambiò denominazione in Tervis Pärnu nel 1992, dopo la prima stagione in Esiliiga. Conquistò la promozione in Meistriliiga l'anno successivo, ma concluse il campionato 1993-94 all'ultimo posto. Tornò in Meistriliiga nella stagione 1995-96, in cui ottenne il 6º posto finale; dopodiché il titolo sportivo fu venduto al Lelle SK.
Nel 1999 il Tervis ricomparve nel campionato di II Liiga e l'anno seguente fu di nuovo in Esiliiga: concluse la stagione al 2º posto, ma si ritirò allo spareggio per accedere in Meistriliiga. Nel 2001 invece finì ultimo e retrocesse in II Liiga, ma già l'anno dopo ritornò in seconda serie.
Nelle due successive stagioni di Esiliiga (rispettivamente 2º e 3º posto) ha avuto la possibilità di accedere alla Meistriliiga, ma nel 2003 uscì sconfitta dallo spareggio contro il FC Valga e nel 2004 rinunciò al ripescaggio.
Dopo un 5º posto nell'ultima partecipazione il club sparì a fine 2005.
Nel 2022 viene rifondato e partecipa alla III Liiga. Inserito nel girone ovest, vince agevolmente il campionato con 61 punti su 66 possibili e ottiene la promozione in II Liiga.
Nel 2023 disputa il girone sud-ovest di II Liiga, classificandosi al settimo posto. A fine stagione la proprietà del club passa al Vaprus Pärnu e ne diventa la terza squadra, che nel 2024 disputa la III Liiga.

## Palmarès

### Competizioni nazionali
- II Liiga: 1

2002 (girone Sud/Ovest)
- III Liiga: 1

2022 (girone Ovest)

### Altri piazzamenti
- Campionato estone:

Terzo posto: 1942, 1943
- Esiliiga:

Secondo posto: 1994-1995 (girone Sud), 2000, 2003
Terzo posto: 2004
- II Liiga:

Promozione: 1999

## Statistiche

### Partecipazione ai campionati
Le statistiche comprendono le stagioni a partire dal 1992, anno dalla fondazione del campionato estone.
| Livello | Categoria    | Partecipazioni | Debutto   | Ultima stagione | Totale |
| ------- | ------------ | -------------- | --------- | --------------- | ------ |
| 1º      | Meistriliiga | 2              | 1993-1994 | 1995-1996       | 2      |
| 2º      | Esiliiga     | 8              | 1992      | 2005            | 8      |
| 3º      | II Liiga     | 2              | 1999      | 2002            | 2      |
| 4º      | II Liiga     | 1              | 2023      | 2023            | 1      |
| 5º      | III Liiga    | 1              | 2022      | 2022            | 1      |